# Golden Globe Awards 1981
Die 38. Verleihung der Golden Globe Awards fand am 31. Januar 1981 statt.

## Gewinner und Nominierte im Bereich Film

### Bester Film – Drama
Eine ganz normale Familie (Ordinary People) – Regie: Robert Redford
- Der Elefantenmensch (The Elephant Man) – Regie: David Lynch
- Der lange Tod des Stuntman Cameron (The Stunt Man) – Regie: Richard Rush
- The Ninth Configuration – Regie: William Peter Blatty
- Wie ein wilder Stier (Raging Bull) – Regie: Martin Scorsese

### Bester Film – Musical/Komödie
Nashville Lady (Coal Miner’s Daughter) – Regie: Michael Apted
- Die unglaubliche Reise in einem verrückten Flugzeug (Airplane!) – Regie: Jim Abrahams, David Zucker, Jerry Zucker
- Fame – Der Weg zum Ruhm (Fame) – Regie: Alan Parker
- Idolmaker - Das schmutzige Geschäft des Showbusiness (The Idolmaker) – Regie: Taylor Hackford
- Melvin und Howard (Melvin and Howard) – Regie: Jonathan Demme

### Beste Regie
Robert Redford – Eine ganz normale Familie (Ordinary People)
- David Lynch – Der Elefantenmensch (The Elephant Man)
- Roman Polański – Tess
- Richard Rush – Der lange Tod des Stuntman Cameron (The Stunt Man)
- Martin Scorsese – Wie ein wilder Stier (Raging Bull)

### Bester Hauptdarsteller – Drama
Robert De Niro – Wie ein wilder Stier (Raging Bull)
- John Hurt – Der Elefantenmensch (The Elephant Man)
- Jack Lemmon – Ein Sommer in Manhattan (Tribute)
- Peter O’Toole – Der lange Tod des Stuntman Cameron (The Stunt Man)
- Donald Sutherland – Eine ganz normale Familie (Ordinary People)

### Beste Hauptdarstellerin – Drama
Mary Tyler Moore – Eine ganz normale Familie (Ordinary People)
- Ellen Burstyn – Der starke Wille (Resurrection)
- Nastassja Kinski – Tess
- Deborah Raffin – Touched by Love
- Gena Rowlands – Gloria, die Gangsterbraut (Gloria)

### Bester Hauptdarsteller – Musical/Komödie
Ray Sharkey – Idolmaker - Das schmutzige Geschäft des Showbusiness (The Idolmaker)
- Neil Diamond – Der Jazz-Sänger (The Jazz Singer)
- Tommy Lee Jones – Nashville Lady (Coal Miner’s Daughter)
- Paul Le Mat – Melvin und Howard (Melvin and Howard)
- Walter Matthau – Agentenpoker (Hopscotch)

### Beste Hauptdarstellerin – Musical/Komödie
Sissy Spacek – Nashville Lady (Coal Miner’s Daughter)
- Irene Cara – Fame – Der Weg zum Ruhm (Fame)
- Goldie Hawn – Schütze Benjamin (Private Benjamin)
- Bette Midler – Divine Madness
- Dolly Parton – Warum eigentlich … bringen wir den Chef nicht um? (Nine to Five)

### Bester Nebendarsteller
Timothy Hutton – Eine ganz normale Familie (Ordinary People)
- Judd Hirsch – Eine ganz normale Familie (Ordinary People)
- Joe Pesci – Wie ein wilder Stier (Raging Bull)
- Jason Robards – Melvin und Howard (Melvin and Howard)
- Scott Wilson – The Ninth Configuration

### Beste Nebendarstellerin
Mary Steenburgen – Melvin und Howard (Melvin and Howard)
- Beverly D’Angelo – Nashville Lady (Coal Miner’s Daughter)
- Lucie Arnaz – Der Jazz-Sänger (The Jazz Singer)
- Cathy Moriarty – Wie ein wilder Stier (Raging Bull)
- Debra Winger – Urban Cowboy

### Bester Nachwuchsdarsteller
Timothy Hutton – Eine ganz normale Familie (Ordinary People)
- Christopher Atkins – Die blaue Lagune (The Blue Lagoon)
- William Hurt – Der Höllentrip (Altered States)
- Michael O’Keefe – Der große Santini (The Great Santini)
- Steve Railsback – Der lange Tod des Stuntman Cameron (The Stuntman)

### Beste Nachwuchsdarstellerin
Nastassja Kinski – Tess
- Nancy Allen – Dressed to Kill
- Cathy Moriarty – Wie ein wilder Stier (Raging Bull)
- Dolly Parton – Warum eigentlich … bringen wir den Chef nicht um? (Nine to Five)
- Debra Winger – Urban Cowboy

### Bestes Drehbuch
William Peter Blatty – The Ninth Configuration
- Eric Bergren, Christopher De Vore – Der Elefantenmensch (The Elephant Man)
- Lawrence B. Marcus – Der lange Tod des Stuntman Cameron (The Stuntman)
- Mardik Martin, Paul Schrader – Wie ein wilder Stier (Raging Bull)
- Alvin Sargent – Eine ganz normale Familie (Ordinary People)

### Beste Filmmusik
Dominic Frontiere – Der lange Tod des Stuntman Cameron (The Stuntman) 
- John Barry – Ein tödlicher Traum (Somewhere in Time)
- Michael Gore – Fame – Der Weg zum Ruhm (Fame)
- Giorgio Moroder – Ein Mann für gewisse Stunden (American Gigolo)
- Lalo Schifrin – Das große Finale (The Competition)
- John Williams – Das Imperium schlägt zurück (Star Wars: Episode V – The Empire Strikes Back)

### Bester Filmsong
„Fame“ aus Fame – Der Weg zum Ruhm (Fame) – Michael Gore, Dean Pitchford
- „Call Me“ aus Ein Mann für gewisse Stunden (American Gigolo) – Deborah Harry, Giorgio Moroder
- „Love on the Rocks“ aus Der Jazz-Sänger (The Jazz Singer) – Gilbert Bécaud, Neil Diamond
- „Nine to Five“ aus Warum eigentlich … bringen wir den Chef nicht um? (Nine to Five) – Dolly Parton
- „Yesterday’s Dreams“ aus Midlife Crisis (Falling in Love Again) – Carol Connors, Michel Legrand

### Bester fremdsprachiger Film
Tess, Frankreich – Regie: Roman Polański
- Der Fall des Lieutnant Morant (Breaker Morant), Australien – Regie: Bruce Beresford
- Die letzte Metro (Le dernier Métro), Frankreich – Regie: François Truffaut
- Kagemusha – Der Schatten des Kriegers (影武者), Japan – Regie: Akira Kurosawa
- Meine brillante Karriere (My Brilliant Career), Australien – Regie: Gillian Armstrong
- Sonderbehandlung (Poseban tretman), Jugoslawien – Regie: Goran Paskaljević

## Gewinner und Nominierte im Bereich Fernsehen

### Beste Fernsehserie – Drama
Shogun
- Dallas
- Hart aber herzlich (Hart to Hart)
- Lou Grant
- Vegas (Vega$)

### Bester Darsteller in einer Fernsehserie – Drama
Richard Chamberlain – Shogun
- Ed Asner – Lou Grant
- Larry Hagman – Dallas
- Robert Urich – Vegas (Vega$)
- Robert Wagner – Hart aber herzlich (Hart to Hart)

### Beste Darstellerin in einer Fernsehserie – Drama
Yōko Shimada – Shogun
- Melissa Gilbert – Unsere kleine Farm (Little House on the Prairie)
- Barbara Bel Geddes – Dallas
- Linda Gray – Dallas
- Stefanie Powers – Hart aber herzlich (Hart to Hart)

### Beste Fernsehserie – Komödie/Musical
Taxi
- Imbiß mit Biß (Alice)
- Love Boat (The Love Boat)
- M*A*S*H
- Soap – Trautes Heim (Soap)

### Bester Darsteller in einer Fernsehserie – Komödie/Musical
Alan Alda – M*A*S*H
- Judd Hirsch – Taxi
- Hal Linden – Barney Miller
- Gavin MacLeod – Love Boat (The Love Boat)
- Wayne Rogers – House Calls

### Beste Darstellerin in einer Fernsehserie – Komödie/Musical
Katherine Helmond – Soap – Trautes Heim (Soap)
- Loni Anderson – WKRP in Cincinnati
- Polly Holliday – Flo
- Linda Lavin – Imbiß mit Biß (Alice)
- Lynn Redgrave – House Calls

### Beste Miniserie oder bester Fernsehfilm
Endstation Malibu (The Shadow Box)
- Das Mädchenorchester von Auschwitz (Playing for Time)
- Das Tagebuch der Anne Frank (The Diary of Anne Frank)
- Eine Geschichte zweier Städte (A Tale of Two Cities)
- The Ordeal of Dr. Mudd

### Bester Nebendarsteller in einer Serie, einer Miniserie oder einem Fernsehfilm
Pat Harrington Jr. – One Day at a Time

Vic Tayback – Imbiß mit Biß (Alice)
- Danny DeVito – Taxi
- Andy Kaufman – Taxi
- Geoffrey Lewis – Flo

### Beste Nebendarstellerin in einer Serie, einer Miniserie oder einem Fernsehfilm
Valerie Bertinelli – One Day at a Time

Diane Ladd – Imbiß mit Biß (Alice)
- Marilu Henner – Taxi
- Beth Howland – Imbiß mit Biß (Alice)
- Linda Kelsey – Lou Grant

## Cecil B. De Mille Award
Elizabeth Taylor

## Miss Golden Globe
Lisabeth Shatner